# Apatin
Apatin (Servisch: Апатин) is een gemeente in het Servische district West-Bačka.
Apatin telt 32.813 inwoners (2002). De oppervlakte bedraagt 333 km², de bevolkingsdichtheid is 98,5 inwoners per km².
De gemeente bestaat naast de stad Apatin uit de volgende dorpen: 
- Kupusina
- Prigrevica
- Svilojevo
- Sonta

## Geschiedenis
Apatin heeft een roerige geschiedenis die samenvalt met de vele gebeurtenissen in deze regio van Europa. Vanaf het jaar 1000 was de stad onderdeel van het historische Hongaarse Koninkrijk. Toen dit in 1526 uiteenviel door de slag bij Mohács kwam de stad onder Ottomaans bestuur en behoorde tot de regio Szeged. In de 18e eeuw bevrijdden de Habsburgers het gebied van de Turken en werd Apatin onderdeel van het Habsburgse rijk. Tijdens de revolutiejaren 1848-1849 was er kort sprake van een Servisch zelfbestuur. In 1867 werd de dubbelmonarchie ingesteld en werd Apatin onderdeel van het Koninkrijk Hongarije. Dit zou zo blijven tot in 1920 het gebied werd toegekend aan het nieuwe land Joegoslavië. 

## Bevolking
Voor de Turkse tijd was Apatin vooral een Hongaarstalig gebied. Door de komst van de Turken vluchtten veel Hongaren naar het noorden en kwamen er juist Serviërs uit het zuiden naar het gebied. Toen Apatin werd bevrijd door de Habsburgers kwamen er veel Duitse kolonisten naar de stad en begon de burgerlijke ontwikkeling. Ook kwamen er in deze periode Hongaren wonen. In 1910 was de overgrote meerderheid van de inwoners Duitser (circa 11.000 van de toenmalige 14.000 inwoners).
In de Tweede Wereldoorlog ontvluchtten de vele Duitsers de stad en werden andere na de oorlog verbannen of verloren het leven. In totaal kwamen meer dan 2000 Duitse inwoners om. De plek van de Duitsers werd ingenomen door Serviërs die vluchtten uit de streek Lika in Kroatië.
In 2011 was ongeveer 70% van de bevolking van Apatin Serviër, 10% Hongaar en 10% Kroaat.
De dorpen Kupusina en Svilojevo hebben een Hongaarse meerderheid, het dorp Sonta een Kroatische meerderheid. Apatin en Prigrevica hebben een Servische meerderheid.
Bevolkingssamenstelling in 2022
- Serviërs - 14.495
- Kroaten - 2.057
- Hongaren - 1.870 (in 2011: 3.102)

Totale bevolking: 23.155